# Michel Berger au Zénith
Albums de Michel Berger
Différences
(1985) Ça ne tient pas debout
(1990)
Michel Berger au Zénith est un album live de Michel Berger enregistré au Zénith de Paris, le 18 avril 1986, et sorti en novembre de la même année.
Dernier album live et également dernier album de la décennie de Michel Berger, il regroupe les succès du chanteur, mais aussi certains titres qu'il a écrit pour d'autres notamment Quelque chose de Tennessee pour Johnny Hallyday et certains de son épouse France Gall. L'édition disque compact se retrouve amputé de quatre titres par rapport à l'édition vinyle.
Non classé lors de sa sortie initiale, Michel Berger au Zénith apparaît dans le Top Albums pendant quatre semaines quatre semaines après le décès de l'artiste en août 1992, dont une à la 44e place. Il y réapparaît durant trois semaines consécutives à partir du 30 juillet 1994, où il parvient à atteindre la 33e place. Après une semaine sans être classé, il fait brièvement son retour fin août 1994 à la 42e place. Il s'est vendu à 73 200 exemplaires.

## Liste des titres
Toutes les chansons sont écrites et composées par Michel Berger.
| 1. | Quand on est ensemble (intro) | 0:56 |
| 2. | Quand on est ensemble         | 3:52 |
| 3. | Les Princes des villes        | 6:08 |
| 4. | Plus de sentiments            | 3:53 |
| 5. | Quelques mots d'amour         | 3:18 |
| 6. | Celui qui chante              | 3:26 |

| 7.  | Splendide hasard                     | 3:57 |
| 8.  | La Bonne Musique (uniquement sur LP) | 5:06 |
| 9.  | Diego libre dans sa tête             | 2:41 |
| 10. | Il vient de toi                      | 3:46 |
| 11. | Voyou (uniquement sur LP)            | 4:08 |

| 12. | Seras tu là ? (uniquement sur LP)           | 3:24 |
| 13. | L'Ange aux cheveux roses                    | 5:12 |
| 14. | Chanter pour ceux qui sont loin de chez eux | 3:35 |
| 15. | Quelque chose de Tennessee                  | 1:26 |
| 16. | Si, Maman, Si                               | 1:52 |
| 17. | La Minute de silence                        | 2:18 |

| 18. | Y'a pas de honte                           | 4:04 |
| 19. | Mademoiselle Chang                         | 5:12 |
| 20. | La Groupie du pianiste (uniquement sur LP) | 4:34 |
| 21. | Si tu plonges                              | 4:42 |
| 22. | On n'est pas seul                          | 1:07 |
| 23. | Si tu plonges (rappel)                     | 2:30 |

## Classement
| Classement (1994) | Meilleure place |
| ----------------- | --------------- |
| France (SNEP)     | 33              |